# Karahi

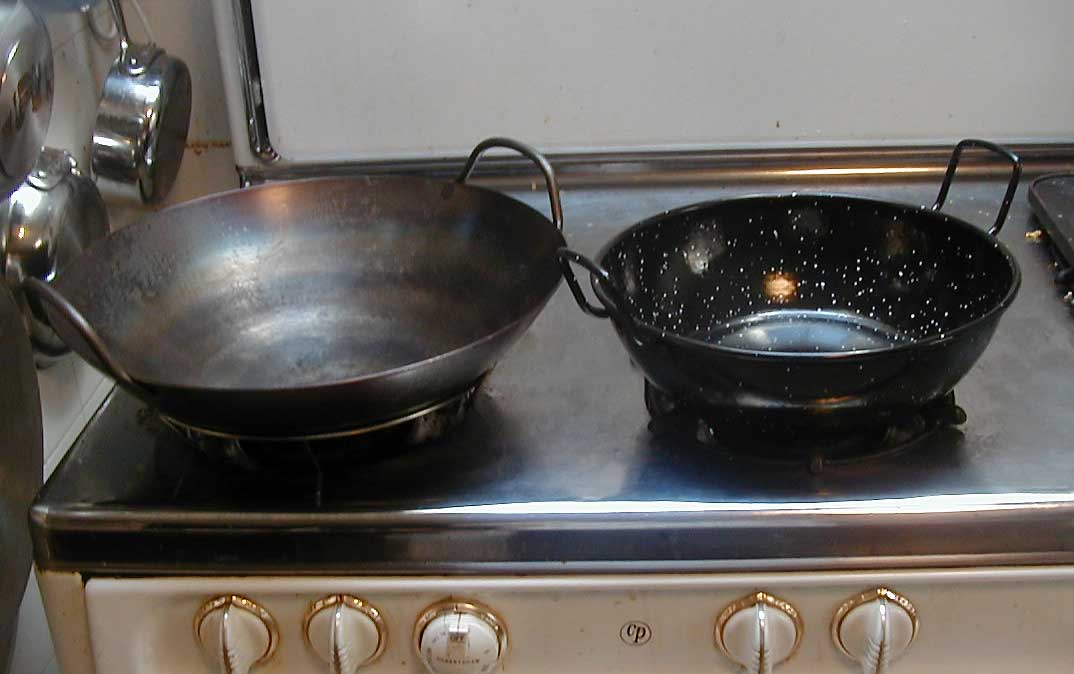
Un wok y un karahi sobre una cocina.

Un karahi (a veces pronunciado como karai) es una especie de sartén circular y profunda (similar en la forma de la apertura a un wok) que se emplea en Pakistán y en la India. Sus características lo convierten en ideal para freír carnes, patatas, hacer dulces o snacks como las samosas, pescado, para la realización de cocidos (algunos de ellos se denominan "karahi").

## Características
El Karahi se ha elaborado tradicionalmente de hierro fundido, aunque con el advenimiento de la Edad Moderna se hacen hoy en día con acero inoxidable y cobre, así como recubiertos de Teflón. Suele distinguirse del wok en las asas y que el Karahi posee un fondo plano a diferencia del wok que apenas es plano.

## Platos típicos con el karahi
Un kadai (denominado también como "kadhi," "kadahi," o "kadhai") es un tipo de plato cocinado en un Karahi, en muchos lugares del mundo se denomina al cocido o al instrumento de forma similar (al igual que ocurre con Balti o Paella). Los platos en la India suelen ser presentados en sus recipientes de cocina "frescos kadai," como el pollo Kadai, el Kadai Paneer, a veces se sirve en un kadai en miniatura en una fuente caliente al consumidor.